# Kasempa
Kasempa – miasto w Zambii, w prowincji Północno-Zachodniej, siedziba administracyjna dystryktu Kasempa.